# Zames
Zames foi um nobre sassânida do século VI. Era o segundo filho do xá Cavades I e pai de Cavades. Segundo Procópio de Cesareia, ele era muito admirado por seu caráter belicoso. Por ser cego de um olho estava desqualificado para tornar-se rei da Pérsia. Em 532, quando seu irmão Cosroes I (r. 532–579) assumiu o trono, os oponentes do xá tentaram fazer Cavades rei para que Zames pudesse governar como regente. Essa conspiração, contudo, foi revelada e Zames foi assassinado.